# Ichilho
Ichilho är en ort i Mexiko.   Den ligger i kommunen Chamula och delstaten Chiapas, i den sydöstra delen av landet, 700 km öster om huvudstaden Mexico City. Ichilho ligger 1 743 meter över havet och antalet invånare är 385.
Terrängen runt Ichilho är huvudsakligen kuperad, men åt sydost är den bergig. Runt Ichilho är det ganska tätbefolkat, med 134 invånare per kvadratkilometer. Närmaste större samhälle är San Cristóbal de las Casas, 15,5 km söder om Ichilho. Omgivningarna runt Ichilho är en mosaik av jordbruksmark och naturlig växtlighet.